# Избори за одборнике Скупштине града Новог Сада 2008.
Избори за одборнике Скупштине града Новог Сада су одржани 11. маја 2008. као део локалних избора у Србији, и истовремено са парламентарним изборима 2008. За разлику од претходних избора 2004. градоначелник се не бира директно, већ се по пропорционалном систему гласови дају партијским листама, на основу којих се бирају одборници који онда између себе тајним гласањем одаберу градоначелника. У случају Новог Сада, скупштина Новог Сада има 78 одборника, што значи да је за победу потребна већина од најмање 40 одборника.
На изборима је победла листа Демократске странке чији је носилац био Игор Павличић, а коначна коалиција се састојала из коалиције око ДС-а, коалиције "Заједно за Војводину" око ЛСВ-а, и Мађарске коалиције око СВМ.